# DALI
Цифровой интерфейс освещения с возможностью адресации (Digital Addressable Lighting Interface) — стандартный цифровой протокол управления освещением с помощью таких устройств, как электронные балласты (для люминесцентного света) и диммеры (для ламп накаливания).
Протокол DALI был разработан на замену широко используемому аналоговому протоколу «1-10В» и в конкуренцию открытому стандарту для закрытого цифрового Digital Signal Interface. DALI соответствует стандарту IEC 60929 для электронных балластов люминесцентных ламп Международной электротехнической комиссии, на его основе в будущем будет определён более полный стандарт IEC 62386.
Любое оборудование, поддерживающее интерфейс DALI, может независимо связываться с шиной DALI. DALI-контроллеры могут запрашивать состояние и диктовать команды каждому прибору, используя двунаправленный обмен данными. В качестве автономной системы в одной DALI-линии могут работать до 64 независимых устройств. Количество адресов в системе можно увеличить до 12 800, используя DALI-роутеры (объединив вместе до 200 DALI-линий). Также DALI-линия может быть использована в качестве части другой системы умного дома, подключаясь к ней через DALI-шлюзы.
На физическом уровне DALI представляет собой двухпроводную шину, которую можно прокладывать вместе с силовыми линиями, в том числе внутри одного кабеля, например, может быть использован стандартный 5-жильный кабель марки NYM в неметаллической оплетке. DALI не является системой безопасного сверхнизкого напряжения (SELV). Рабочее напряжение шины лежит в диапазоне 9,5-22,5 В, обычно 16 В, ток не должен превышать 250 мА. Шина DALI требует подключения источника питания 16 В постоянного тока. При подключении устройств DALI нет необходимости соблюдать полярность. Допускается любая смешанная топология сети, но без закольцовывания, не требуется наличия терминаторов на концах линии. Скорость передачи данных по шине 1200 бит/сек. Длина кабеля зависит от падения напряжения вдоль линии DALI, которое не должно превышать 2 В. Максимальная длина кабеля — 300 м при площади сечения 1,5 мм2, 100—150 м при площади 0,75 мм2, до 100 м при площади сечения 0,5 мм2, сопротивление контактов также должно быть принято во внимание.
В отличие от систем с управлением по сигналу 0-10 В, на цифровую шину DALI не оказывают существенного влияния аналоговые помехи из-за высокой амплитуды полезного сигнала, что важно для точного поддержания требуемого уровня мощности светильника. Не требуется дополнительного реле, управляющего включением светильника, так как полное управление осуществляется по цифровой шине, что снижает конечную стоимость системы. Устройства DALI делятся на контроллеры (ведущие) и подчиненные (ведомые). Только контроллеры инициируют обмен по сети, подчиненные устройства отвечают на запросы контроллеров. Одновременно могут быть подключены 64 подчиненных устройства (балласты, драйверы), этот предел не включает контроллеры DALI (переключатели, датчики), устройства подключаются к шине параллельно. Сеть может быть мультимастерной с несколькими контроллерами.
Для управления в DALI используются три типа адресации — широковещательная, групповая и индивидуальная. Кроме того, контроллер может получать от устройств разнообразную диагностическую информацию, например, сведения о неисправных светильниках.

## Преимущества
Преимущества
- DALI является открытым протоколом, доступным для всех производителей.
- Для формирования шины связи всех устройств одной DALI-сети требуются лишь два провода, причём нет необходимости соблюдать полярность.
- Протокол DALI специально разработан для управления освещением, которым управляет более гибко относительно других систем автоматизации и управления зданиями.
- Не являясь высокоскоростной RS485-сетью, DALI допускает любую топологию кабельной сети, вплоть до смешанной. Не допускается использования топологии типа «кольцо». Также не требуется использования терминаторов на концах линий.
- DALI — децентрализованная шина, то есть не имеющая центрального контроллера. Каждое DALI-устройство имеет энергонезависимую память, в которой хранятся его настройки: адрес, членство в группах, сценарные уровни.
- DALI-система не определена как исключительно слаботочная система по стандарту IEC 61140 (безопасность экстранизкого напряжения) и поэтому может работать рядом с силовыми линиями или даже использовать часть жил многожильных силовых кабелей. Также DALI-линия предполагает защиту от случайного подключения силовой линии.
- DALI-сигнал имеет высокое соотношение сигнал/шум, которое допускает безвредное воздействие шумов высокого уровня.
- DALI имеет три варианта адресации команд: адресные, групповые и широковещательные. Также сами команды могут означать не только конкретный уровень, но и заранее записанный сценарий. Такой подход сильно уменьшает количество передаваемой по DALI-шине информации.
- Команды имеют формат: «адрес, команда», например: «группа1 , 100 %», или «ВСЕ, Сцена1».
- Одна линия DALI допускает использование до 64 независимых устройств, для построения больших систем требуется использование DALI-роутеров, которые позволяют объединить вместе до 200 DALI-подсистем.
- Системы управления освещением DALI можно легко интегрировать в другие системы автоматизации и управления зданиями (САиУЗ), например, LON, KNX/EIB, BACNet.

## Недостатки
- В России цена устройств зачастую бывает выше, чем при применении протоколов промышленной автоматизации, например, Modbus и CAN (ввиду того, что поставщики стараются скрывать от потребителей конечные прайс-листы DALI с тем, чтобы давать существенную скидку системным интеграторам).

## Организация
- рабочая группа DALI, созданная ведущими производителями и учреждениями в области управления цифровых ламп / светильников в целях содействия DALI-технологий и приложений
- техническая информация о шине DALI по-английски

### Стандарты
- NEMA 243—2004 Part 1 (Draft)
- NEMA 243—2004 Part 2 (Draft)

## Программное обеспечение
- AWADA Lighting System
- WIT INDOOR DALI Lighting system
- Helvar Toolbox — для маленьких систем до 64 адресов (недоступная ссылка)
- Tridonic masterCONFIGURATOR DALI

## Полезная информация
- DALI by Design
- DALI-AG’s technical overview of DALI
- Osram’s technical overview of DALI
- How to plug DALI networks Directly into Tridium’s Vykon/JACE with eLighting
- WIT POWER LLC Lighting control systems